# Neve Yamin
Neve Yamin (tiếng Hebrew: נווה ימין) là một moshav thuộc hạt Quận Trung, Israel. Nằm trong ở Đồng bằng Sharon giữa Kfar Saba. Neve Yamin thuộc thẩm quyền quản lý của Hội đồng vùng Drom HaSharon. Dân số vào tháng 12 năm 2012 là 1,124 người.